# Diplegia spastica
Per diplegia spastica o diplegia cerebrale infantile o sindrome di Little (dal chirurgo ortopedico inglese William John Little) in campo medico, si intende una forma tipica di paralisi cerebrale che colpisce entrambe le gambe.

## Epidemiologia
Costituisce la forma più comune fra le varie paralisi cerebrali infantili (PCI)

## Eziologia
Il quadro di diplegia spastica, forma di PCI caratteristica dei neonati prematuri, è di solito legata a un'encefalopatia ipossi-ischemica che colpisce la sostanza bianca periventricolare (leucomalacia periventricolare), dove decorrono i fasci piramidali destinati agli arti inferiori. Questo tipo di ischemia è determinata dall'immaturità del sistema vascolare dei prematuri. La maturazione dei vasi che ossigenano le zone più profonde dell'encefalo avviene nell'ultimo trimestre di gravidanza, pertanto è frequente che il neonato prematuro vada incontro a ischemie periventricolari. È sufficiente una lieve difficoltà respiratoria affinché l'apporto sanguigno nelle zone periventricolari risulti insufficiente, determinando un quadro di spasticità nettamente prevalente agli arti inferiori. Questo accade perché le fibre motorie destinate agli arti inferiori decorrono più medialmente, ovvero più in profondità, rispetto a quelle destinate agli arti superiori, quindi saranno le più compromesse.
Un'altra possibile causa del quadro diplegico è un'emorragia periventricolare, anch'essa causata dall'immaturità delle strutture vascolari in questa zona. Altre possibili cause sono costituite da processi cerebrali o meningitici svoltisi durante la vita fetale o nei primi giorni di quella extrauterina (meningoencefalite, porencefalia, idrocefalia, sclerosi cerebrale); in casi meno frequenti, da lesione del midollo (mielite trasversa fetale; J.-J. Déjerine); o da lesioni traumatiche della corteccia cerebrale dovute a parto distocico (applicazione di forcipe, ecc.); ad arresto di sviluppo del sistema piramidale (P. Marie).

## Sintomatologia
Si mostra ipertonia e spasticità a livelli diversi nelle gambe. Le cosce sono fortemente addotte, le gambe leggermente flesse e divaricate, il piede in varo-equinismo (costante sollevamento dei talloni). L'andatura, quando è possibile, è caratteristica. La persona cammina sulla punta dei piedi; strisciando le ginocchia l’uno contro l'altro con movimento elicopode bilaterale e a passi brevi (andatura a forbice, scissor gait). Quando gli arti superiori non sono colpiti dalla paralisi, è possibile osservare in essi movimenti atetosici o coreici o anche soltanto una lieve incoordinazione dei movimenti. Ai sintomi motori si associa sempre uno stato più o meno accentuato di disabilità intellettiva che in casi gravi può giungere fino a una disabilità intellettiva grave; attacchi epilettici; disturbi della parola, ecc. Frequentemente s'osservano strabismo e nistagmo. Questa sindrome, rappresentando l'esito d'una malattia sofferta, è stazionaria e immodificabile